# Plateros ocularis
Plateros ocularis är en skalbaggsart som beskrevs av Green 1953. Plateros ocularis ingår i släktet Plateros och familjen rödvingebaggar. Inga underarter finns listade i Catalogue of Life.